# Гаврильева, Валентина Николаевна
Валенти́на Никола́евна Гаври́льева (род. 6 декабря 1944) — якутская писательница, прозаик, член Союза писателей СССР с 1973. Удостоена почётного звания «Заслуженный работник культуры Республики Саха (Якутия)» (2005).

## Биография
Родилась в селе Майя Мегино-Кангаласского района ЯАССР. По окончании средней школы В. Гаврильева работала в редакции детской газеты «Бэлэм буол» («Будь готов»). В 1971 году окончила Литературный институт имени А. М. Горького в Москве.

## Творчество
Первые произведения Гаврильевой появились в печати ЯАССР в 1966 году, а в 1968 году вышел в свет её первый сборник «Хатыҥчааным барахсан». Писательское мастерство Гаврильевой постепенно росло по мере создания новых произведений. Творчество писательницы отражало творческий поиск в аспекте современных морально-нравственном проблем. Для рассказов и повестей Гаврильевой характерна экспрессивность и лаконичность. Произведения писательницы были инсценированы и поставлены на театральных сценах: так, Нюрбинский драматический театр поставил спектакли по повестям «Страна Уот-Джулустана», "Глупая женщина", а Якутский академический драматический театр им. П. А. Ойунского поставил спектакль по повести «О великом путешествии оранжевого Серёги, мудрейшего Ибрагима и хитроумного охотника Сэмэна Большая голова». Тематика последних произведений распространилась на жизнь политических ссыльных и русских первопроходцах Якутии. Произведения Валентины Гаврильевой переводились на русский, белорусский и польский языки.